# Hugn

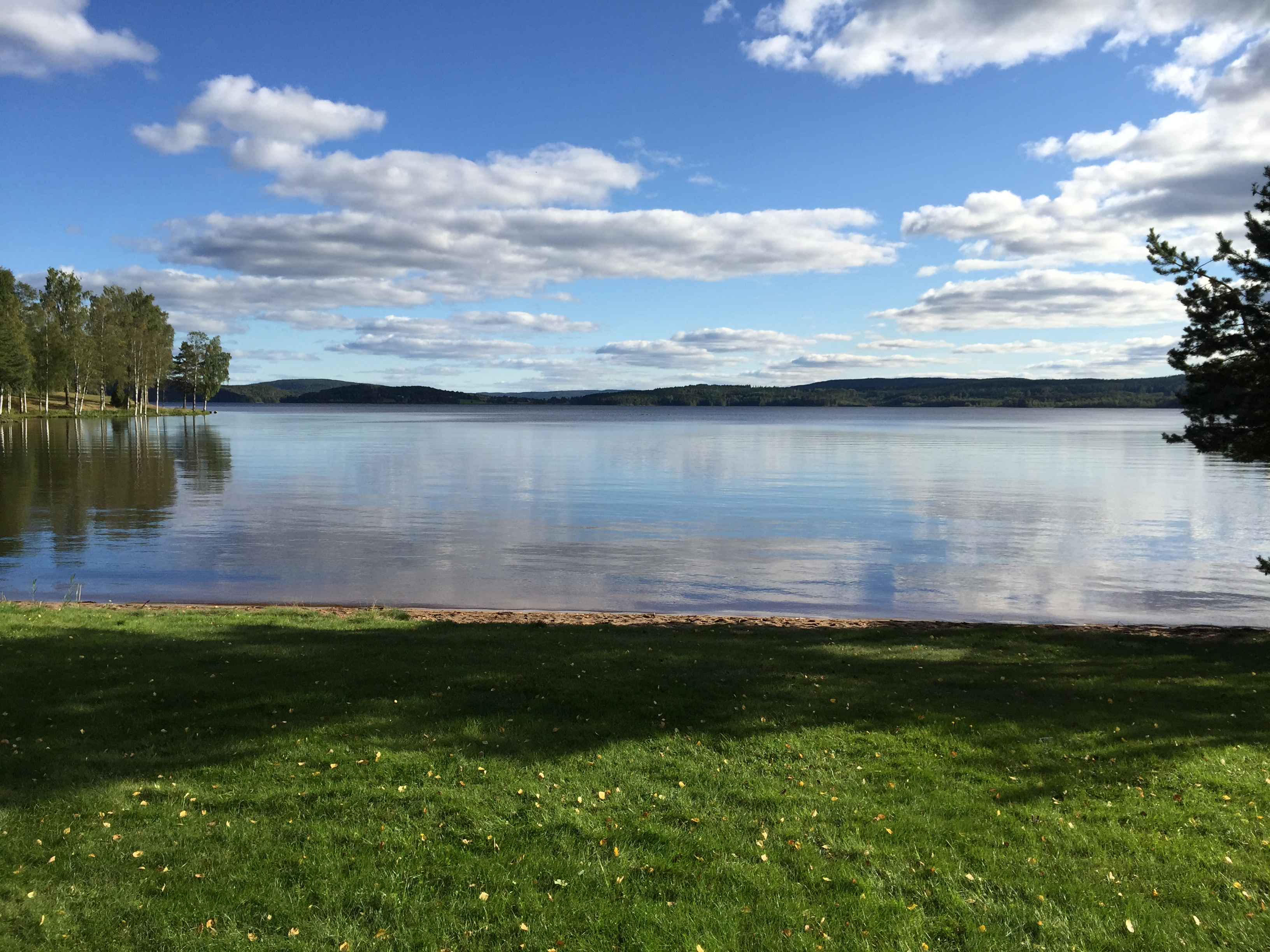
Sjön Hugn.

Hugn är en sjö i Eda kommun i Värmland och ingår i Göta älvs huvudavrinningsområde. Sjön är 11,8 meter djup, har en yta på 7,34 kvadratkilometer och är belägen 88 meter över havet. Sjön avvattnas av vattendraget Byälven (Kölaälven). Vid provfiske har bland annat abborre, björkna, braxen och gers fångats i sjön.

## Delavrinningsområde
Hugn ingår i det delavrinningsområde (663462-130325) som SMHI kallar för Utloppet av Hugn. Medelhöjden är 121 meter över havet och ytan är 20,67 kvadratkilometer. Räknas de 44 avrinningsområdena uppströms in blir den ackumulerade arean 1 660,09 kvadratkilometer. Byälven (Kölaälven) som avvattnar avrinningsområdet har biflödesordning 2, vilket innebär att vattnet flödar genom totalt 2 vattendrag innan det når havet efter 294 kilometer. Avrinningsområdet består mestadels av skog (45 procent). Avrinningsområdet har 7,35 kvadratkilometer vattenytor vilket ger det en sjöprocent på 35,5 procent.

## Fisk
Vid provfiske har följande fisk fångats i sjön:
- Abborre
- Björkna
- Braxen
- Gärs
- Gädda
- Gös
- Löja
- Mört
- Nors